# Campeonato Africano de Atletismo de 2024 - 400 m feminino
A prova dos 400 metros feminino do Campeonato Africano de Atletismo de 2024 foi disputada entre os dias 21 a 23 de junho, no Estádio de Japoma, em Duala, nos Camarões.

## Recordes
Antes desta competição, os recordes mundiais e do campeonato nesta prova eram os seguintes:
|                       | Nome             | Nacionalidade | Tempo  | Local      | Data                 |
| --------------------- | ---------------- | ------------- | ------ | ---------- | -------------------- |
| Recorde mundial       | Marita Koch      | Alemanha      | 47s 60 | Camberra   | 6 de outubro de 1985 |
| Recorde do campeonato | Amantle Montsho  | Botswana      | 49s 54 | Porto Novo | 29 de julho de 2012  |
| Recorde africano      | Falilat Ogunkoya | Nigéria       | 49s 10 | Atlanta    | 29 de julho de 1996  |

## Medalhistas
| Ouro                  | Prata                 | Bronze                 |
| Miranda Coetzee (RSA) | Quincy Malekani (ZAM) | Elizabeth Joseph (NGR) |

## Cronograma
Todos os horários são locais (UTC+1).
| Data        | Hora  | Evento    |
| ----------- | ----- | --------- |
| 21 de junho | 15:40 | Bateria   |
| 22 de junho | 17:35 | Semifinal |
| 23 de junho | 16:40 | Final     |

## Resultados

### Bateria
Qualificação: 3 atletas de cada bateria (Q) mais os 4 melhores qualificados (q).
| Posição | Bateria | Atleta                         | Nacionalidade                  | Tempo | Notas |
| ------- | ------- | ------------------------------ | ------------------------------ | ----- | ----- |
| 1       | 3       | Miranda Coetzee                | África do Sul                  | 51.37 | Q     |
| 2       | 4       | Quincy Malekani                | Zâmbia                         | 52.31 | Q     |
| 3       | 4       | Rhodah Njobvu                  | Zâmbia                         | 52.39 | Q     |
| 4       | 1       | Mercy Chebet                   | Quênia                         | 52.45 | Q     |
| 5       | 1       | Lydia Jele                     | Botswana                       | 52.52 | Q     |
| 5       | 2       | Shirley Nekhubui               | África do Sul                  | 52.52 | Q     |
| 7       | 3       | Obakeng Kamberuka              | Botswana                       | 52.81 | Q     |
| 8       | 4       | Esther Elo Joseph              | Nigéria                        | 52.86 | Q     |
| 9       | 3       | Veronica Mutua                 | Quênia                         | 53.07 | Q     |
| 10      | 1       | Elodie Malessara               | República do Congo             | 53.25 | Q,    |
| 10      | 2       | Leni Shida                     | Uganda                         | 53.25 | Q     |
| 12      | 3       | Houda Nouiri                   | Marrocos                       | 53.68 | q     |
| 13      | 4       | Sara El Hachimi                | Marrocos                       | 53.69 | q     |
| 14      | 4       | Fatou Gaye                     | Senegal                        | 54.07 | q     |
| 15      | 4       | Joan Cherono                   | Quênia                         | 54.46 | q     |
| 16      | 2       | Niddy Mingilishi               | Zâmbia                         | 55.24 | Q     |
| 17      | 1       | Alexia Stella Eyenga           | Camarões                       | 55.27 |       |
| 18      | 1       | Hana Tadesse                   | Etiópia                        | 55.65 |       |
| 18      | 2       | Samira Awali Boubacar          | Níger                          | 55.65 |       |
| 20      | 4       | Marcelline Nkengue Ambombo     | Camarões                       | 56.56 |       |
| 21      | 1       | Leopoldine Ye                  | Burquina Fasso                 | 56.59 |       |
| 21      | 2       | Salma Lhilali                  | Marrocos                       | 56.59 |       |
| 23      | 1       | Elos Divine Kandomba           | República Democrática do Congo | 57.39 |       |
| 23      | 2       | Galefele Moroko                | Botswana                       | 57.39 |       |
| 25      | 3       | Napuumue Hengari               | Namíbia                        | 58.07 |       |
| 26      | 1       | Kazatjo Kambiri                | Namíbia                        | 58.25 |       |
| 26      | 2       | Angala Tuuliki                 | Namíbia                        | 58.25 |       |
| 28      | 3       | Awa Zongo                      | Burquina Fasso                 | 58.31 |       |
| 99      | 2       | Lucia William Morris           | Sudão do Sul                   | DNS   |       |
| 99      | 3       | Saran Hadja Kouyate            | Guiné                          | DNS   |       |
| 99      | 3       | Juliette Koudjoukalo Batchassi | Togo                           | DNS   |       |

### Semifinal
Qualificação: 3 atletas de cada bateria (Q) mais os 2 melhores qualificados (q).
| Posição | Bateria | Atleta            | Nacionalidade      | Tempo | Notas |
| ------- | ------- | ----------------- | ------------------ | ----- | ----- |
| 1       | 2       | Miranda Coetzee   | África do Sul      | 50.91 | Q     |
| 2       | 2       | Esther Elo Joseph | Nigéria            | 52.26 | Q     |
| 3       | 1       | Quincy Malekani   | Zâmbia             | 52.55 | Q     |
| 4       | 2       | Leni Shida        | Uganda             | 52.70 | Q     |
| 5       | 2       | Niddy Mingilishi  | Zâmbia             | 52.82 | q     |
| 6       | 2       | Lydia Jele        | Botswana           | 52.84 | q     |
| 7       | 1       | Obakeng Kamberuka | Botswana           | 53.09 | Q     |
| 8       | 1       | Shirley Nekhubui  | África do Sul      | 53.22 | Q     |
| 9       | 2       | Rhodah Njobvu     | Zâmbia             | 53.27 |       |
| 10      | 1       | Sara El Hachimi   | Marrocos           | 53.86 |       |
| 11      | 1       | Elodie Malessara  | República do Congo | 54.03 |       |
| 12      | 1       | Fatou Gaye        | Senegal            | 54.22 |       |
| 13      | 2       | Houda Nouiri      | Marrocos           | 54.92 |       |
| 99      | 1       | Veronica Mutua    | Quênia             | DNS   |       |
| 99      | 1       | Mercy Chebet      | Quênia             | DNS   |       |
| 99      | 2       | Joan Cherono      | Quênia             | DNS   |       |

### Final
A final ocorreu dia 23 de junho às 16:50.
| Posição           | Raia | Atleta            | Nacionalidade | Tempo | Notas |
| ----------------- | ---- | ----------------- | ------------- | ----- | ----- |
| Medalha de ouro   | 3    | Miranda Coetzee   | África do Sul | 51.16 |       |
| Medalha de prata  | 4    | Quincy Malekani   | Zâmbia        | 51.56 |       |
| Medalha de bronze | 6    | Esther Elo Joseph | Nigéria       | 51.94 |       |
| 4                 | 8    | Shirley Nekhubui  | África do Sul | 52.10 |       |
| 5                 | 1    | Lydia Jele        | Botswana      | 52.72 |       |
| 6                 | 5    | Obakeng Kamberuka | Botswana      | 53.11 |       |
| 7                 | 7    | Leni Shida        | Uganda        | 53.50 |       |
| 8                 | 2    | Niddy Mingilishi  | Zâmbia        | 53.54 |       |

Legenda
| Recorde mundial       | Recorde mundial (World record)               |                       | Recorde africano                      | Recorde africano (African) |                                           | Q | Classificado por posição (Qualified) |
| Recorde do campeonato | Recorde do campeonato (Championship record)  | Recorde da América    | Recorde da América (Americas)         | q                          | Classificado por melhor tempo (Qualified) |   |                                      |
| Melhor marca do ano   | Melhor marca do ano (World leading)          | Recorde asiático      | Recorde asiático (Asian)              | DNS                        | Não largou (Did not start)                |   |                                      |
| Recorde nacional      | Recorde nacional (National record)           | Recorde europeu       | Recorde europeu (European)            | DNF                        | Não terminou (Did not finish)             |   |                                      |
| Recorde pessoal       | Recorde pessoal do atleta (Personal best)    | Recorde da Oceania    | Recorde da Oceania (Oceania)          | DSQ / DQ                   | Desclassificado (Disqualified)            |   |                                      |
| Recorde da temporada  | Recorde da temporada do atleta (Season best) | Recorde sul-americano | Recorde sul-americano (South America) | NM                         | Sem marca (No mark)                       |   |                                      |